# حلوى السجائر
حلوى السجائر (Candy cigarette) هي حلوى قُدِمَت في أواخر القرن التاسع عشر. مصنوعة من السكر الطباشيري، وعلكة الفقاعات، أو الشكولاتة. تأتي ملفوفة في ورقة وغلاف، وقد وُسِمَت بطريقة لتشابه السجائر. تحتوي بعض المنتجات على بودرة السكر داخل اللفيفة؛ كي تسمح لمشتريها أن ينفخوا داخل السيجار -الحلوى- ليحصلوا على غيمة من السكر تخرج من الجانب الآخر منها بغاية تقليد التدخين.
لطالما كان وجود حلوى السجائر في الأسواق مثيرًا للجدل بسبب العديد من النقاد الذين يعتقدون بأن هذه الحلوى تُضعف حساسية الأطفال وتقودهم كي يصبحوا مدخنين في وقت لاحق من حياتهم. وأيضًا، سجائر الحلوى تُقَدَم على أنها طريقة لتسويق السجائر للأطفال؛ حيث أن العديد من حلوى السجائر قد وُسِمَت بشكل مطابق تقريبًا لعلامات السجائر التجارية. وبسبب ذلك، قد تم حظر بيعها في دول عديدة، على الرغم من أنها مازالت تُصَنَع وتُستَهلَك في العديد من أرجاء العالم. على أي حال، يوصفها العديد من المصنعين اليوم بأعواد الحلوى، أو علكة الفقاعة، أو مجرد حلوى.
تعاونت شركات التبغ ومصنعوا حلوى السجائر لتصنيع حلوى السجائر. وسمحت شركات التبغ لشركات حلوى السجائر باستخدام علامتها التجارية؛ حيث وصل الأمر لدرجة أن ترسل شركة Brown & Williamson نسخ من ملصقاتها التجارية لشركات حلوى السجائر.وبعد أن انتقد تقرير سيرجون جينرال عن التدخين والصحة في عام 1964 حلوى السجائر بسبب أنها "تحاول جذب الصغار إلى عادة التدخين"، بدأت شركات التبغ بإبعاد نفسها عن حلوى السجائر؛ على الرغم من أن الدعاوي القضائية ضد مصنعي حلوى السجائر والمتعلقة بانتهاك العلامة التجارية كانت نادرة.
أوجدت دراسة عام 1990 أن طلاب الصف السادس الذين تناولوا حلوى السجائر كانوا أكثر عرضة بمرتين للتدخين من أولئك الذين لم يتناولوا حلوى السجائر.أجريت دراسة عام 2007 شملت 25887 شخصًا بالغًا، "قد سُجل استهلاك حلوى السجائر بنسبة 88% بين كلٍ من المدخنين الحاليين والسابقين و78% من الذين لم يدخنوا مطلقًا" ووجدت هذه الدراسة أن الفرق ذو الدلالة الاحصائية الذي اقترحه المؤلفون يشير إلى وجود صلة بين استهلاك حلوى السجائر في مرحلة الطفولة والتدخين عندما يكبر الطفل.
في الولايات المتحدة، أبلِغ بشكل خاطئ أن قانون مراقبة التدخين والوقاية منه في الأسرة يحظر تناول حلوى السجائر. مع ذلك، يحظر القانون إضافة أي نوع من النكهات في سجائر التبغ ما عدا المنثول. ولا يضبط صناعة الحلوى. وقد بيعت سجائر بوباي لفترة من الزمن، والتي تم تسويقها باستخدام شخصية بوباي، وكانت ذات أطراف حمراء (كي تبدو كسيجارة مشتعلة)، قبل أن يعاد تسميتها بأعواد الحلوى وقبل أن تُصنَع دون الطرف الأحمر. استمر تصنيع معظم حلوى السجائر في الولايات المتحدة مع أكبر صانع لها، شركة World Confections Inc، والتي يوجد مقرها في ولاية نيو جيرسي.